# Peach/Heart
«PEACH/HEART» es el sencillo n.º 15 de la cantante japonesa Ai Otsuka, lanzado al mercado el día 20 de junio del año 2007 bajo el sello avex trax en formatos CD y CD+DVD.

## Detalles
Este es su segundo sencillo de doble cara desde "SMILY / Bīdana" del 2005, y también su segundo sencillo lanzado en el año 2007. Las canciones han sido definidas oficialmente, la primera como una canción alegre de verano, y la segunda como una melodía algo más nostálgica. También fue una versión re-arreglada del sencillo "Renai Shashin", lanzada en otoño del año anterior, es incluida en el sencillo con una versión de primavera, que es titulada "Renai Shashin -Haru" (Haru significa primavera). Al parecer sólo "PEACH" dispondrá de un vídeo musical, que será incluido en este sencillo al interior de su versión DVD.
Los temas del sencillo se presume serán los principales temas de Ai presentados en el a-nation del 2007, para ayudar a su difusión y promoción.

## Canciones

### CD
1. «PEACH»
2. «HEART»
3. «Renai Shashin -Haru-» (恋愛写真 -春-?) (Versión en vivo)
4. «PEACH» (Instrumental)
5. «HEART» (Instrumental)

### DVD
1. «PEACH Music Clip»

- Datos: Q1065934